# Dorothea Katharina von Brandenburg-Ansbach
Dorothea Katharina von Brandenburg-Ansbach (* 23. Februar 1538 in Ansbach; † 18. Januar 1604 in Theusing) war eine Prinzessin von Brandenburg-Ansbach und durch Heirat Burggräfin von Meißen.

## Leben
Dorothea Katharina war eine Tochter des Markgrafen Georg von Brandenburg-Ansbach (1484–1543) aus dessen dritter Ehe mit Aemilia (1516–1591), Tochter des Herzogs Heinrich von Sachsen.
Sie heiratete am 2. Februar 1556 in Gera Heinrich V. von Plauen, Burggraf von Meißen (1533–1568). Die Hochzeit des finanziell angeschlagenen Burggrafen wurde mit völlig unangemessener Prachtentfaltung gefeiert; es waren 1.500 Personen mit 970 Pferden geladen, davon 250 Adlige, und stürzte Heinrich in erhebliche Schulden, die ihn veranlassten, wenige Wochen später mit Kurfürst August von Sachsen am 13. März den Vertrag von Annaberg abzuschließen, der den Verlust des Vogtlandes einleitete.
Aus ihrer Ehe hatte Dorothea Katharina vier Söhne mit Namen Heinrich, die zwischen 1557 und 1567 geboren wurden, aber alle schon im Kindesalter starben. Dorothea Katharina wurde 1607 (drei Jahre nach ihrem Tod), auf Betreiben ihres Großcousins, Kurfürst Christian II., in der Johanniskirche in Plauen bestattet. Ihr Mann Heinrich V. ist dagegen in der Bergkirche in Schleiz begraben.